# Nesle-le-Repons
Pour les articles homonymes, voir Nesle (homonymie).
Nesle-le-Repons est une commune française, située dans le département de la Marne en région Grand Est.
Traversée par le Flagot, elle fait partie de la région naturelle de la Brie champenoise.
Commune rurale, hors attraction des villes, Nesle-le-Repons est membre de la communauté de communes des Paysages de la Champagne, à qui elle a transféré un certain nombre de compétences (notamment en matière d'eau et de déchets).
Au dernier recensement de 2022, la commune comptait 138 habitants appelés Houlots et Houlottes. Son économie est particulièrement tournée vers la viticulture et son patrimoine architectural comprend notamment son église, dédiée à Saint-André.

## Géographie

### Localisation
Nesle-le-Repons se trouve à l'ouest du département de la Marne, en région Grand Est.
La commune de Nesle-le-Repons s'étend sur une superficie de 507 hectares.  Elle appartient à la région agricole de la Brie champenoise.
Par la route, Nesle-le-Repons se situe à 57 km de Châlons-en-Champagne, préfecture de la Marne, à 23 km d'Épernay, sous-préfecture, et à 9 km de Dormans, bureau centralisateur du canton de Dormans-Paysages de Champagne dont dépend Nesle-le-Repons depuis 2015. La commune fait en outre partie du bassin de vie de Dormans.
Nesle-le-Repons est limitrophe de 4 communes :
|                          | Troissy                      | Mareuil-le-Port |
| Comblizy (Igny-Comblizy) | Nesle-le-Repons              | Festigny        |
|                          | Igny-le-Jard (Igny-Comblizy) |                 |

### Géologie et relief
Sur son territoire, l'altitude varie de 116 à 238 mètres.

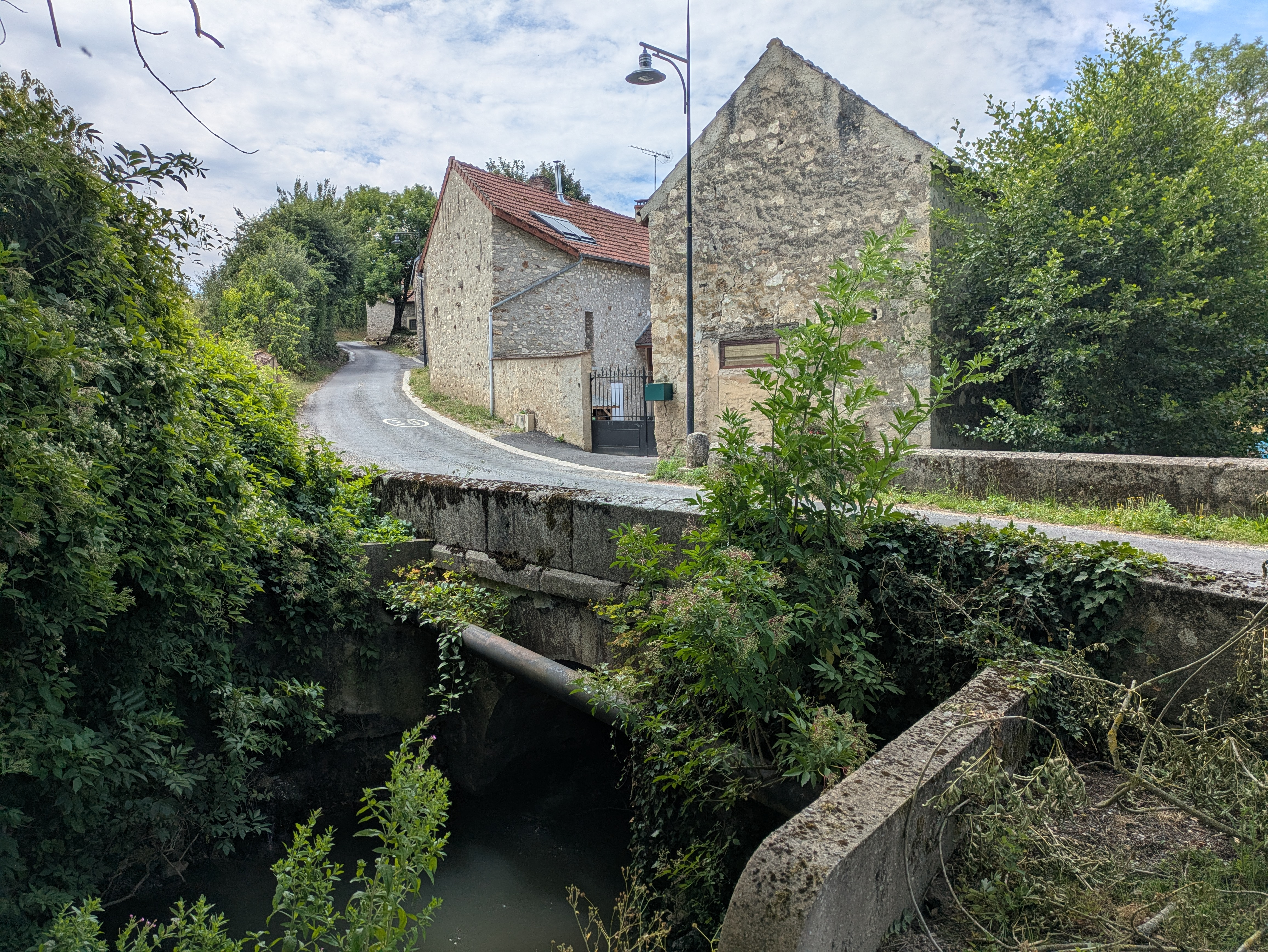
Le Flagot passant sous la rue d'Igny, à Nesle-le-Repons.

Le relief est marqué par la vallée du Flagot, qui entaille le plateau briard. Le village de Nesle-le-Repons se trouve dans cette vallée.
Au nord de la rivière, les coteaux sont plantés de vignes du vignoble de Champagne. Des coteaux du vignoble se trouvent également à l'est de la commune, surplombant Neuville (hameau de Festigny).
Au sud et à l'est, le plateau de la Brie dépasse les 220 mètres d'altitude. C'est là que se trouve le point culminant de la commune.

### Hydrographie
La commune est dans la région hydrographique « la Seine de sa source au confluent de l'Oise (exclu) » au sein du bassin Seine-Normandie. Elle est drainée par le Flagot, le cours d'eau 01 du Carré et le ruisseau des Fontenelles,.
Le Flagot, d'une longueur de 12 km, prend sa source dans la commune de Igny-Comblizy et se jette  dans la Marne à Mareuil-le-Port, après avoir traversé quatre communes. 

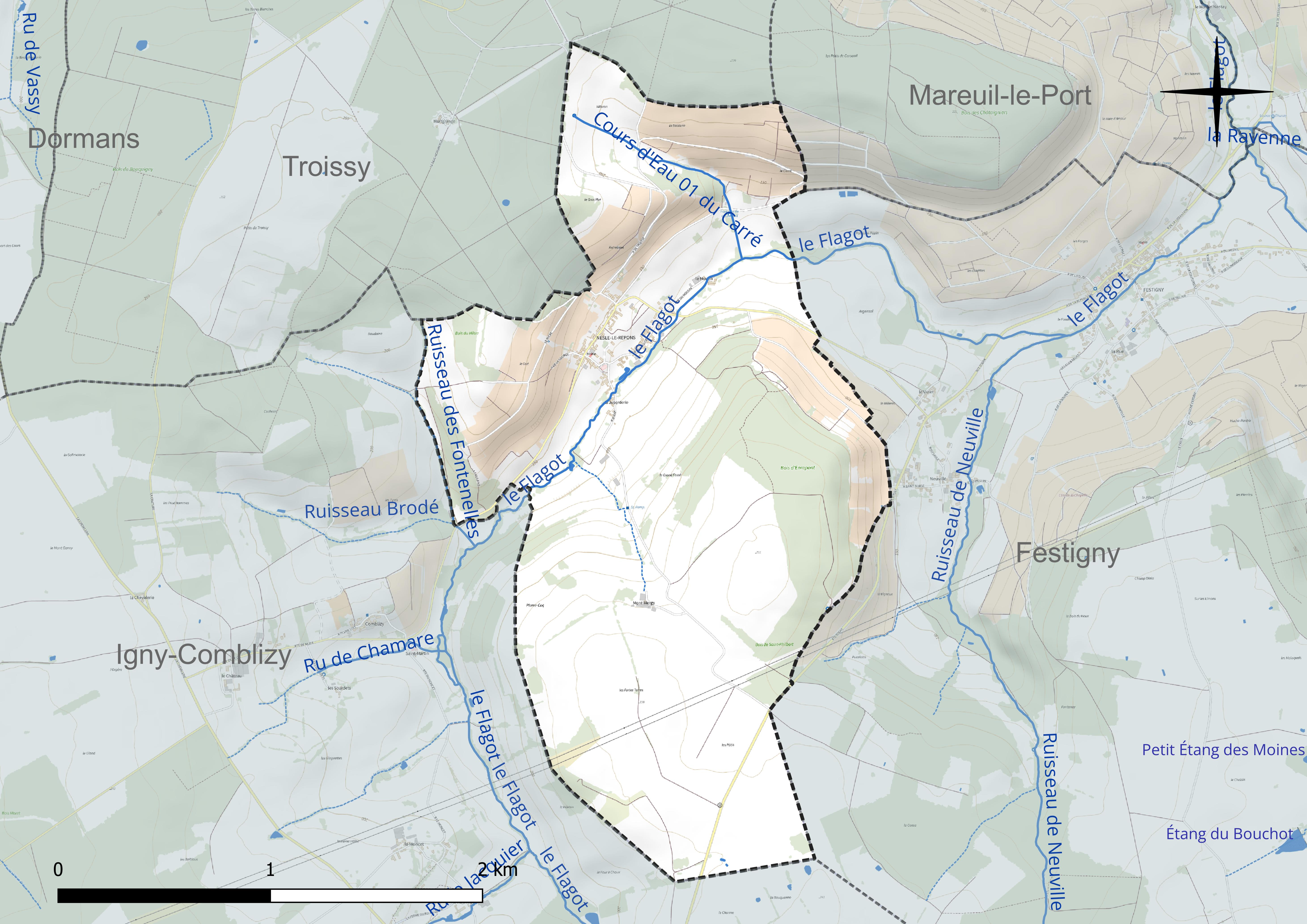
Réseau hydrographique de Nesle-le-Repons.

### Climat
Pour des articles plus généraux, voir Climat du Grand Est et Climat de la Marne.
En 2010, le climat de la commune est de type climat océanique dégradé des plaines du Centre et du Nord, selon une étude du Centre national de la recherche scientifique s'appuyant sur une série de données couvrant la période 1971-2000. En 2020, Météo-France publie une typologie des climats de la France métropolitaine dans laquelle la commune est exposée à un climat océanique altéré et est dans la région climatique  Nord-est du bassin Parisien, caractérisée par un ensoleillement médiocre, une pluviométrie moyenne régulièrement répartie au cours de l’année et un hiver froid (3 °C). 
Pour la période 1971-2000, la température annuelle moyenne est de 11 °C, avec une amplitude thermique annuelle de 16 °C. Le cumul annuel moyen de précipitations est de 776 mm, avec 12,8 jours de précipitations en janvier et 8,3 jours en juillet. Pour la période 1991-2020, la température moyenne annuelle observée sur la station météorologique de Météo-France la plus proche, « Chambrecy-Civc », sur la commune de Chambrecy à 17 km à vol d'oiseau, est de 10,7 °C et le cumul annuel moyen de précipitations est de 734,0 mm. 
La température maximale relevée sur cette station est de 40,3 °C, atteinte le 25 juillet 2019 ; la température minimale est de −22,1 °C, atteinte le 17 janvier 1985,,. 
Les paramètres climatiques de la commune ont été estimés pour le milieu du siècle (2041-2070) selon différents scénarios d'émission de gaz à effet de serre à partir des nouvelles projections climatiques de référence DRIAS-2020. Ils sont consultables sur un site dédié publié par Météo-France en novembre 2022.

### Milieux naturels et biodiversité
L'Inventaire national du patrimoine naturel (INPN) recense 260 espèces sur le territoire de la commune, dont 29 espèces protégées et 10 espèces menacées.
Nesle-le-Repons ne compte aucune zone naturelle d'intérêt écologique, faunistique et floristique (ZNIEFF) ou autre espace naturel protégé sur son territoire.

## Urbanisme

### Typologie
Au 1er janvier 2024, Nesle-le-Repons est catégorisée commune rurale à habitat dispersé, selon la nouvelle grille communale de densité à sept niveaux définie par l'Insee en 2022.
Elle est située hors unité urbaine et hors attraction des villes,.

### Occupation des sols
L'occupation des sols de la commune, telle qu'elle ressort de la base de données européenne d’occupation biophysique des sols Corine Land Cover (CLC), est marquée par l'importance des territoires agricoles (85,3 % en 2018), en augmentation par rapport à 1990 (84,2 %). La répartition détaillée en 2018 est la suivante : terres arables (40,7 %), cultures permanentes (18,2 %), forêts (14,7 %), zones agricoles hétérogènes (14,2 %), prairies (12,3 %).
L'évolution de l’occupation des sols de la commune et de ses infrastructures peut être observée sur les différentes représentations cartographiques du territoire : la carte de Cassini (XVIIIe siècle), la carte d'état-major (1820-1866) et les cartes ou photos aériennes de l'IGN pour la période actuelle (1950 à aujourd'hui).

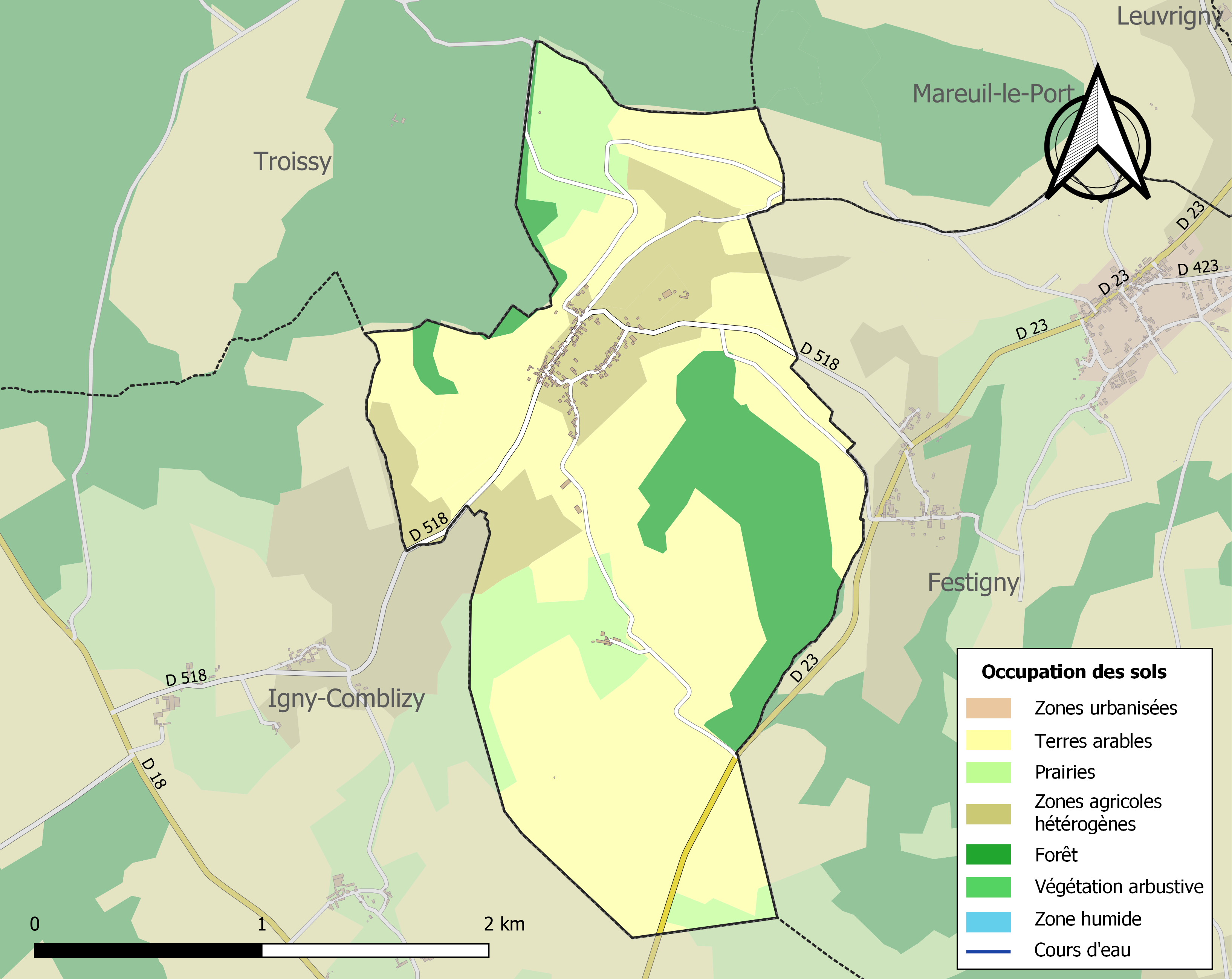
Carte des infrastructures et de l'occupation des sols de la commune en 2018 (CLC).

### Morphologie rurale, hameaux et écarts

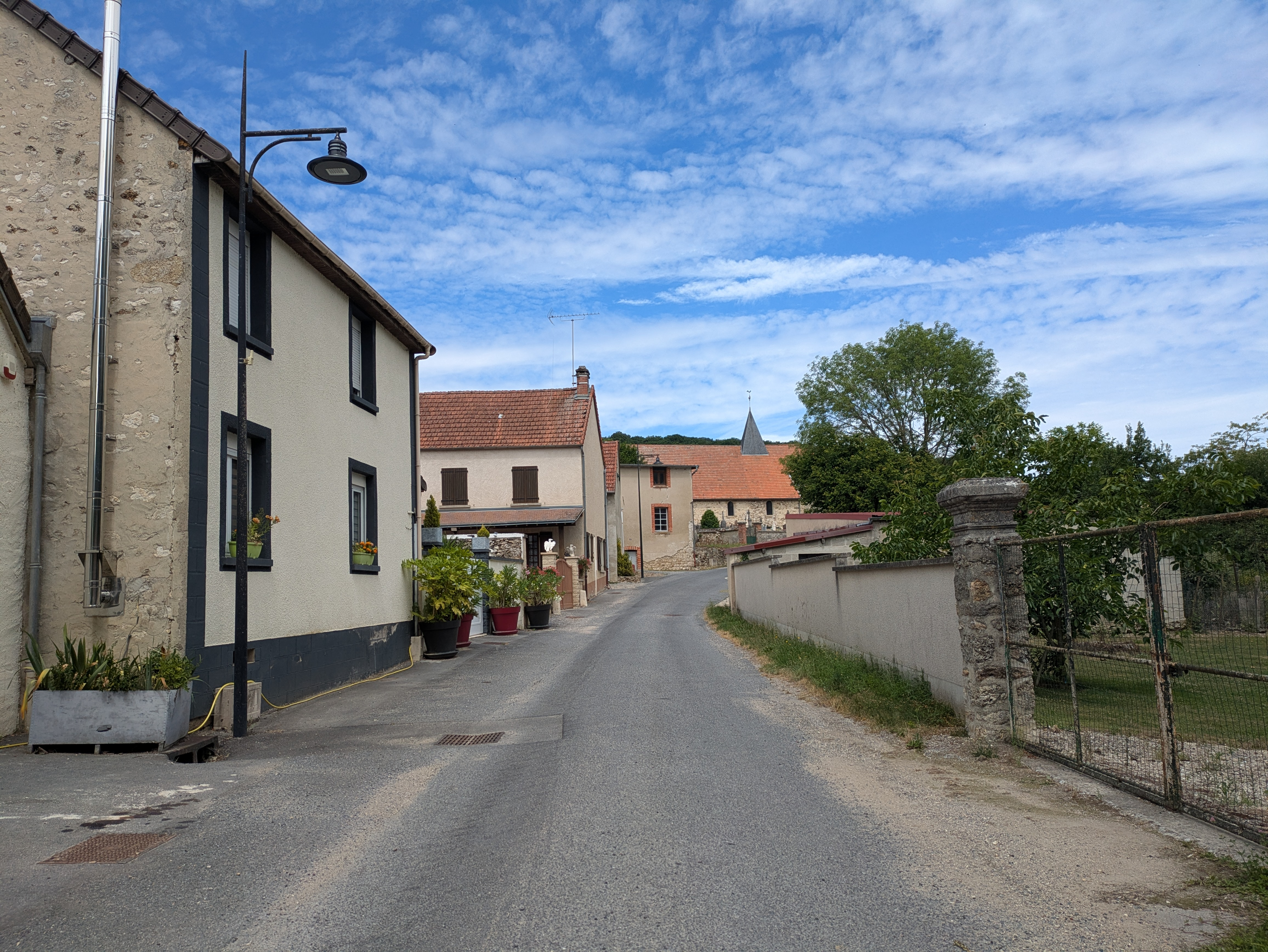
La rue d'Igny, qui rejoint la rue de l'Église.

Le village est organisé autour de la deux rues principales : la rue de la Libération (RD 518) et la rue de l'Église.
La commune compte également deux écarts sur les rives du Flagot, le Moulin au nord et la Joberderie au sud, ainsi qu'une ferme isolée sur le plateau au sud, Mont Mergy.

### Planification
Les règles d'urbanisme sur le territoire de Nesle-le-Repons sont déterminées par le schéma de cohérence territoriale d'Épernay et sa Région (SCoTER) approuvé le 5 décembre 2018 et par le règlement national d'urbanisme prévu par le Code de l'urbanisme.

### Habitat et logement
En 2021, Nesle-le-Repons compte 77 logements. Ces logements sont à 99 % des maisons ; la commune ne comptant qu'un seul appartement. En raison de la prévalence des maisons, les résidences principales de Nesle-le-Repons disposent en moyenne de 5 pièces.
Le tableau ci-dessous présente une comparaison de quelques indicateurs chiffrés du logement pour Nesle-le-Repons, la communauté de communes des Paysages de la Champagne (CCPC), le département de la Marne et la France entière :
|                                                            | Nesle-le-Repons | CCPC   | Marne   | France     |
| ---------------------------------------------------------- | --------------- | ------ | ------- | ---------- |
| Ensemble des logements                                     | 77              | 11 470 | 300 919 | 37 155 918 |
| Part des résidences principales (en %)                     | 83,2            | 80,9   | 87,5    | 82,2       |
| Part des résidences secondaires (en %)                     | 7,8             | 5,8    | 3,4     | 9,7        |
| Part des logements vacants (en %)                          | 9,1             | 13,4   | 9,1     | 8,1        |
| Part des propriétaires de leur résidence principale (en %) | 87,0            | 76,4   | 52,2    | 57,5       |

À Nesle-le-Repons, en 2021, 83,2 % des logements sont des résidences principales, 7,8 % des résidences secondaires et 9,1 % des logements vacants. Par ailleurs, 87 % des ménages sont propriétaires de leur résidence principale. Nesle-le-Repons se démarque alors par un nombre supérieur à la moyenne de ménages propriétaires de leur résidence principale.
Parmi les 64 résidences principales construites avant 2019, 36,2 % avaient été construites avant 1919, 10,1 % entre 1919 et 1945, 24,6 % entre 1946 et 1970, 11,6 % entre 1971 et 1990, 11,6 % entre 1991 et 2005 et 5,8 % entre 2006 et 2018.
Le tableau ci-dessous présente l'évolution du nombre de logements sur le territoire de la commune, par catégorie, depuis 1968 :
|                        | 1968 | 1975 | 1982 | 1990 | 1999 | 2010 | 2015 | 2021 |
| ---------------------- | ---- | ---- | ---- | ---- | ---- | ---- | ---- | ---- |
| Résidences principales | 50   | 44   | 49   | 48   | 53   | 65   | 66   | 64   |
| Résidences secondaires | 15   | 20   | 22   | 16   | 14   | 10   | 7    | 6    |
| Logements vacants      | 5    | 5    | 4    | 13   | 7    | 8    | 5    | 7    |
| Total                  | 70   | 69   | 75   | 77   | 74   | 83   | 78   | 77   |

### Voies de communication et transports

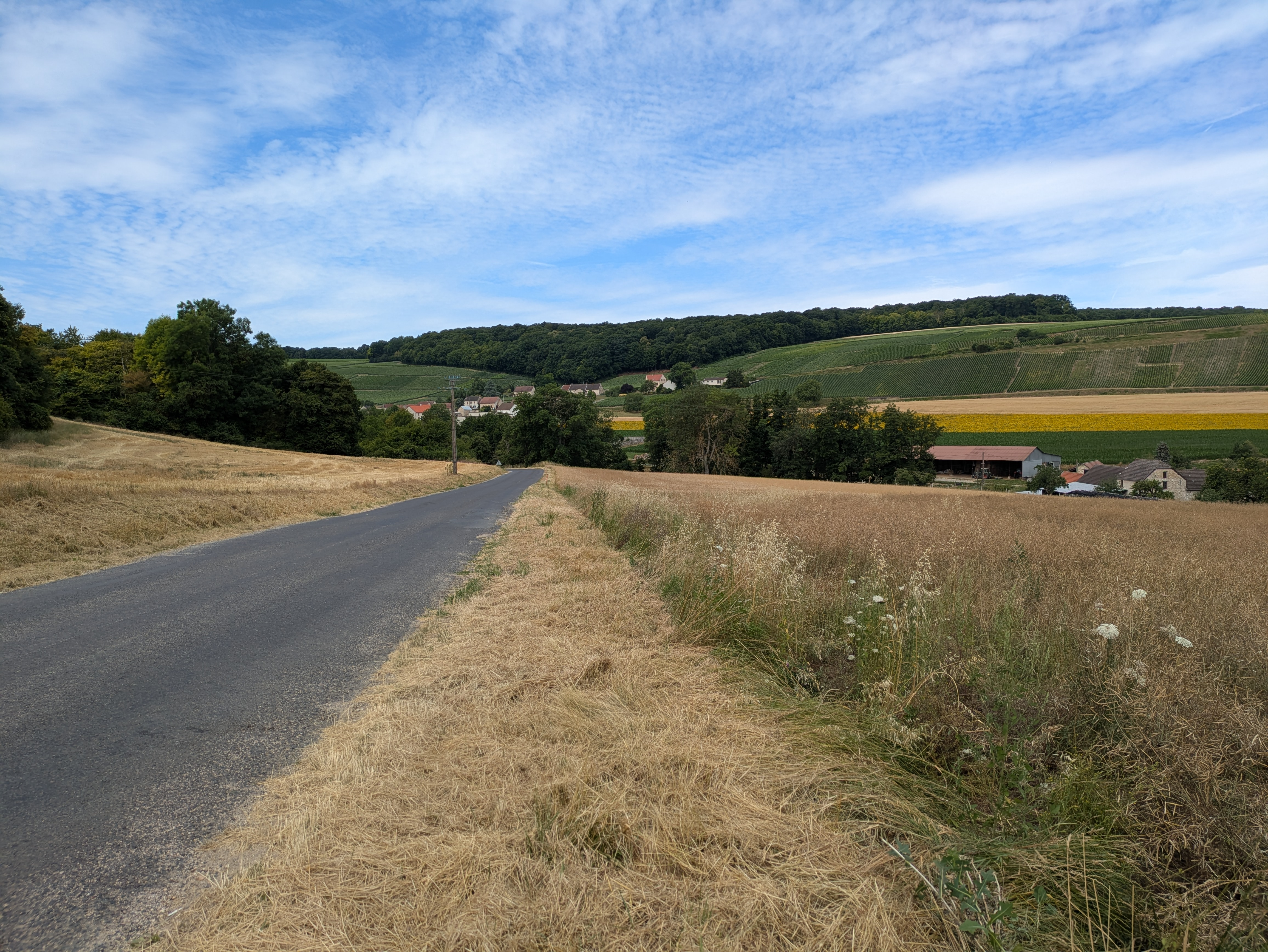
Vue de Nesle-le-Repons depuis la D 518 en provenance de Festigny, avec à droite l'écart du Moulin.

Nesle-le-Repons est traversée par la route départementale 518. Cette route relie le village à la route départementale 18 (entre Dormans et Montmort-Lucy) à Igny-Comblizy à l'ouest et à la route départementale 23 (entre Mareuil-le-Port et Montmirail) à Festigny à l'est. La route départementale 23 passe par ailleurs au sud-est de la commune.
La gare de chemin de fer la plus proche est la gare de Dormans.

### Risques naturels et technologiques
Le territoire de Nesle-le-Repons est vulnérable à différents risques naturels et technologiques. La commune est dans l'obligation d'élaborer et publier un document d'information communal sur les risques majeurs ainsi qu'un plan communal de sauvegarde.
La commune est concernée par les risques de mouvements de terrain. Nesle-le-Repons est comprise dans le périmètre du plan de prévention des risques « glissement de terrain de la Côte d'Ile-de-France - secteur de la vallée de la Marne tranche 3 » approuvé en 2014. La commune est également concernée par le risque d'inondation par remontée de nappe. Elle a fait l'objet d'arrêtés reconnaissant l'état de catastrophe naturelle pour des inondations et/ou coulées de boue, en 1983 et 1999.
Nesle-le-Repons est affectée par le phénomène de retrait-gonflement des argiles (risque fort). Le risque sismique est très faible sur son territoire. De même, le potentiel radon de la commune est faible.
La commune compte par ailleurs un site potentiellement concerné par la pollution des sols, une ancienne mégisserie.

## Toponymie

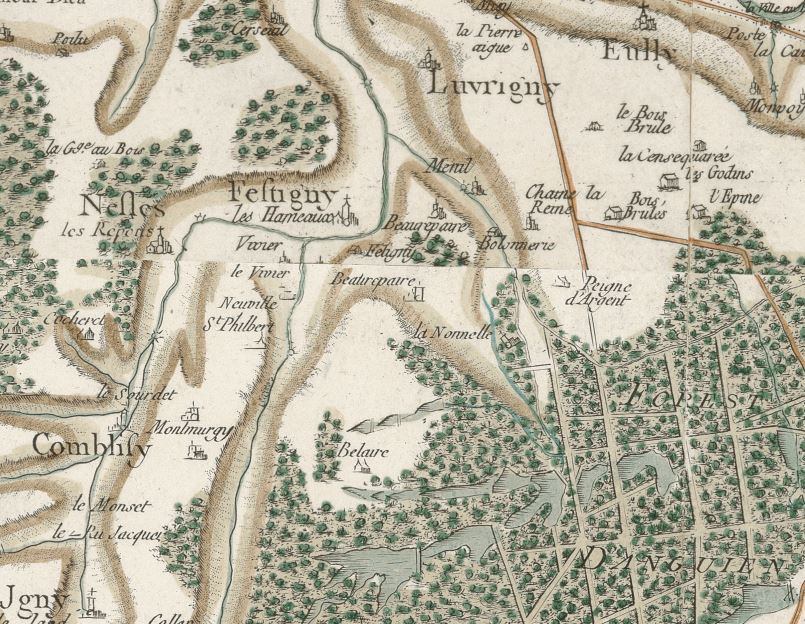
Nesles-les-Repons et ses environs sur la carte de Cassini.

Le nom de la localité est attesté sous les formes Neele (vers 1274) ; Naelles (XIIIe siècle) ; Neella, Neelle (1391) ; Nelle, Nesle (1549) ; Nesle-les-Repon (1570) ; Nesle-lez-Respons (1572) ; Nesle-les-Repotz (1625) ; Nesle-lez-Repond (1659) ; Nesles-les-Repont, Nêle (1768).
Nesle : toponyme gaulois composé de *novio (« neuf, nouveau » → voir Noyon) et *ialo- (« clairière, lieu défriché, essart » → voir Noyelles, Neuilly et Noailles), signifiant « nouveau lieu défriché ».[réf. nécessaire]

## Histoire
Des objets du néolithique furent trouvés au Rû Cholet en 1968.
Au milieu du XIXe siècle, 40 hectares étaient exploités en vignes et une carrière était exploitée.[réf. nécessaire]

## Politique et administration

### Rattachements administratifs et électoraux

#### Rattachements administratifs
La commune se trouve dans l'arrondissement d'Épernay au sein du département de la Marne et de la région Grand Est.
Elle faisait partie depuis 1793 du canton de Dormans. Dans le cadre du redécoupage cantonal de 2014 en France, cette circonscription administrative territoriale a disparu, et le canton n'est plus qu'une circonscription électorale.

#### Rattachements électoraux
Pour les élections départementales, la commune fait partie depuis 2014 du canton de Dormans-Paysages de Champagne.
Pour l'élection des députés, elle fait partie de la troisième circonscription de la Marne.

### Intercommunalité

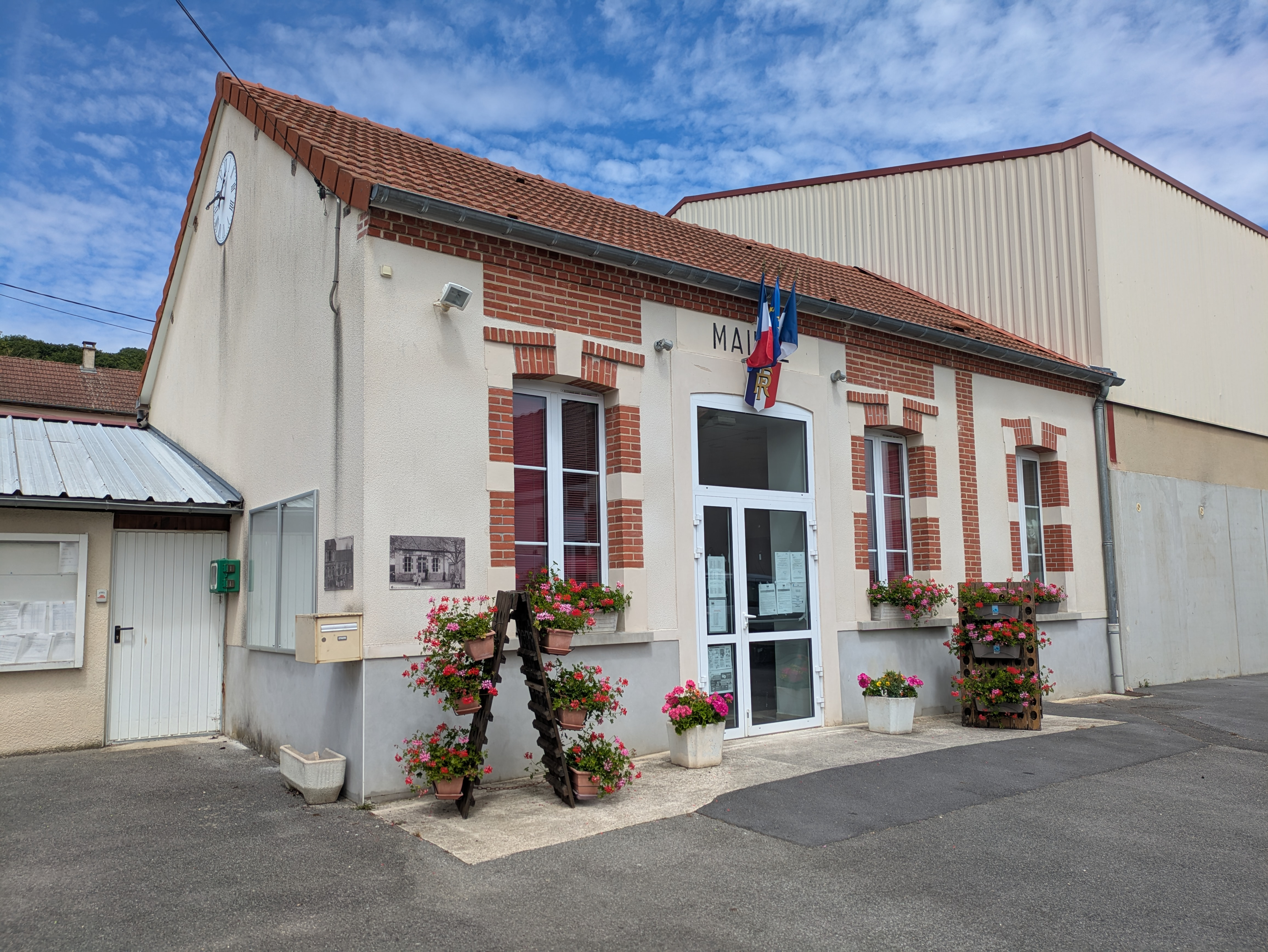
La mairie de Nesle-le-Repons.

Nesle-le-Repons était membre de la communauté de communes des Coteaux de la Marne, un établissement public de coopération intercommunale (EPCI) à fiscalité propre créé en 1997 et auquel la commune avait transféré un certain nombre de ses compétences, dans les conditions déterminées par le Code général des collectivités territoriales.
Dans le cadre des dispositions de la loi portant nouvelle organisation territoriale de la République du 7 août 2015, qui prévoit que les établissements publics de coopération intercommunale (EPCI) à fiscalité propre doivent avoir un minimum de 15 000 habitants, cette intercommunalité a fusionné avec ses voisines pour former, le 1er janvier 2017, la communauté de communes des Paysages de la Champagne, dont est désormais membre la commune.
Nesle-le-Repons est par ailleurs membre d'un EPCI sans fiscalité propre, le syndicat mixte scolaire de Dormans.

### Liste des maires
| Période                                  | Période                      | Identité             | Étiquette | Qualité                        |
| ---------------------------------------- | ---------------------------- | -------------------- | --------- | ------------------------------ |
| Les données manquantes sont à compléter. |                              |                      |           |                                |
| 2001                                     | 2008                         | Régis Maximy         |           |                                |
| 2008                                     | En cours (au 4 juillet 2014) | Mme Dominique Patran |           | Réélu pour le mandat 2014-2020 |

### Jumelages
Au 1er janvier 2023, Nesle-le-Repons n'est jumelée avec aucune ville.

## Équipements et services publics

### Eau et déchets
L'approvisionnement en eau potable et l'assainissement des eaux usées sont des compétences de la communauté de communes des Paysages de la Champagne. La commune de Nesle-le-Repons est alimentée en eau potable par le captage du ru Cholet, situé sur son territoire. La production et la distribution d'eau potable font l'objet d'une délégation de service public confiée à Suez jusqu'en 2029. L'assainissement y est non collectif et assuré en régie par la communauté de communes.
La communauté de communes est également compétente en matière de déchets. La collecte des ordures ménagères résiduelles et des déchets recyclables est réalisée en porte à porte. La communauté de commune adhérant au syndicat de valorisation des ordures ménagères de la Marne (SYVALOM), ces déchets sont amenés au centre de transfert départemental de Pierry puis valorisés sur le site de La Veuve. La collecte du verre et des textiles se fait en apport volontaire. La communauté de communes met par ailleurs six déchèteries à disposition de ses habitants, accessibles après création d'une carte d'accès : à Châtillon-sur-Marne, Damery-Venteuil, Fèrebrianges, Mareuil-le-Port, Montmort-Lucy et Trélou-sur-Marne.

### Enseignement

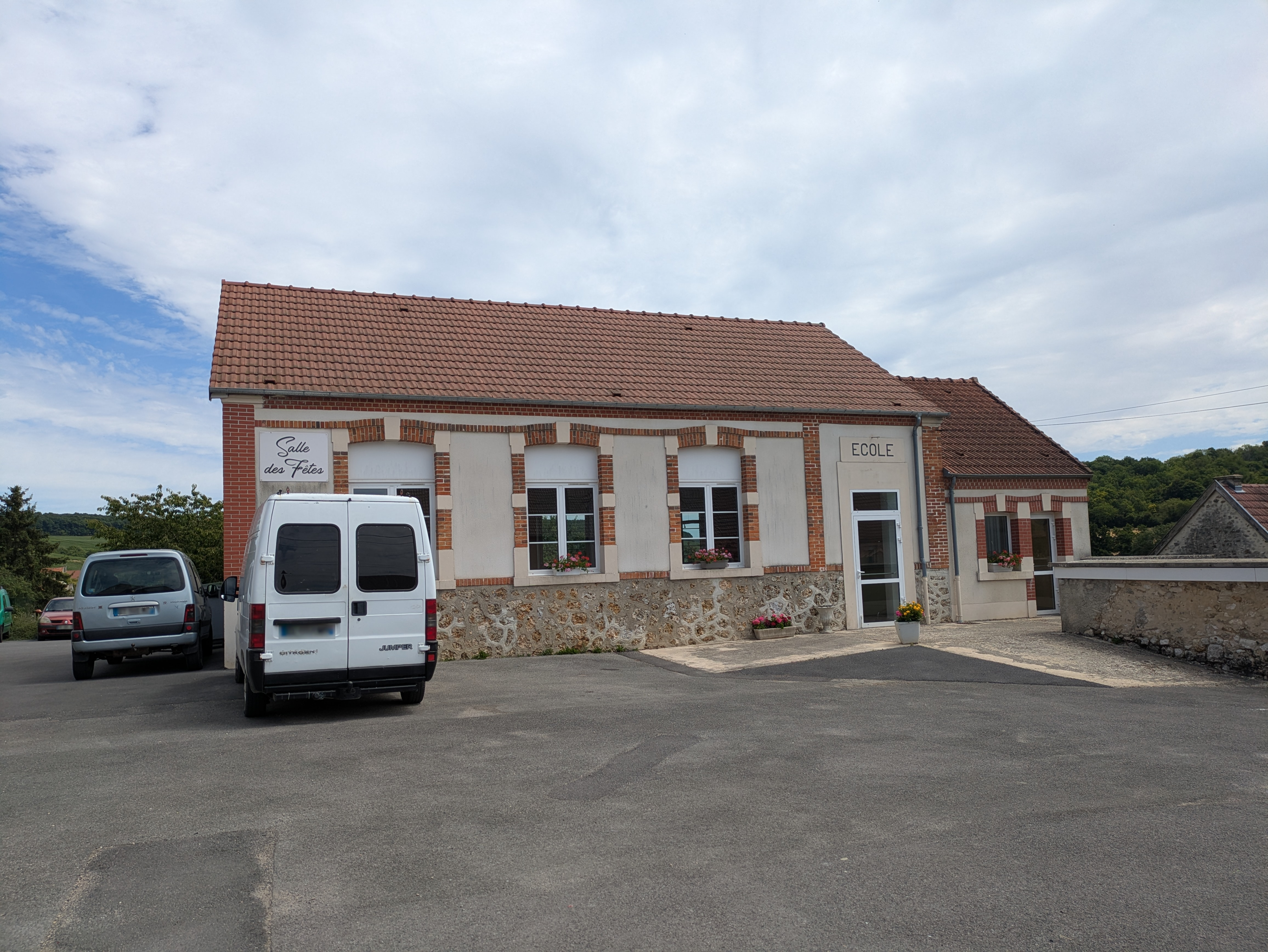
L'ancienne école de Nesle-le-Repons, devenue la salle des fêtes.

Nesle-le-Repons fait partie de l'académie de Reims.
La commune de Nesle-le-Repons est en regroupement pédagogique avec les communes voisines du Breuil et d'Igny-Comblizy. L'école primaire d'Igny-Comblizy, située rue Jules Ferry, accueille 43 élèves (chiffres 2024-2025) de la maternelle au CE2. L'école élémentaire du Breuil, installée place Saint Martin, accueille 17 élèves (chiffres 2024-2025) de CM1 et CM2.
Les jeunes de Nesle-le-Repons sont ensuite rattachés au collège Claude-Nicolas Ledoux de Dormans et au lycée Stéphane-Hessel d'Épernay.

### Postes et télécommunications
Aucune boîte aux lettres de La Poste ne se trouve sur le territoire de la commune, il faut donc se rendre dans les hameaux voisins de Comblizy (Igny-Comblizy) et de Neuville (Festigny). Les bureaux de poste les plus proches sont quant à eux situés à Dormans, Troissy et Port-à-Binson.

### Justice, sécurité et secours
Du point de vue judiciaire, Nesle-le-Repons relève du conseil de prud'hommes d'Épernay, du tribunal de commerce de Reims, du tribunal judiciaire, du tribunal paritaire des baux ruraux et du tribunal pour enfants de Châlons-en-Champagne, dans le ressort de la cour d'appel de Reims. Pour le contentieux administratif, la commune dépend du tribunal administratif de Châlons-en-Champagne et de la cour administrative d'appel de Nancy.
Nesle-le-Repons est située en secteur Gendarmerie nationale et dépend de la brigade de Dormans.
En matière d'incendie et de secours, le centre d'incendie et de secours le plus proche est celui de Dormans, dépendant du Service départemental d'incendie et de secours (SDIS) de la Marne. La commune est rattachée à l'unité opérationnelle de secours de Festigny qui compte 8 sapeurs-pompiers volontaires intercommunaux suppléant les pompiers professionnels du SDIS.

## Population et société

### Démographie
L'évolution du nombre d'habitants est connue à travers les recensements de la population effectués dans la commune depuis 1793. Pour les communes de moins de 10 000 habitants, une enquête de recensement portant sur toute la population est réalisée tous les cinq ans, les populations de référence des années intermédiaires étant quant à elles estimées par interpolation ou extrapolation. Pour la commune, le premier recensement exhaustif entrant dans le cadre du nouveau dispositif a été réalisé en 2008.

En 2022, la commune comptait 138 habitants, en évolution de −9,8 % par rapport à 2016 (Marne : −1,19 %, France hors Mayotte : +2,11 %).
| 1793 | 1800 | 1806 | 1821 | 1831 | 1836 | 1841 | 1846 | 1851 |
| ---- | ---- | ---- | ---- | ---- | ---- | ---- | ---- | ---- |
| 204  | 302  | 299  | 280  | 314  | 318  | 304  | 288  | 302  |

| 1856 | 1861 | 1866 | 1872 | 1876 | 1881 | 1886 | 1891 | 1896 |
| ---- | ---- | ---- | ---- | ---- | ---- | ---- | ---- | ---- |
| 283  | 300  | 290  | 271  | 274  | 263  | 261  | 264  | 279  |

| 1901 | 1906 | 1911 | 1921 | 1926 | 1931 | 1936 | 1946 | 1954 |
| ---- | ---- | ---- | ---- | ---- | ---- | ---- | ---- | ---- |
| 283  | 274  | 281  | 223  | 230  | 231  | 212  | 183  | 180  |

| 1962 | 1968 | 1975 | 1982 | 1990 | 1999 | 2006 | 2008 | 2013 |
| ---- | ---- | ---- | ---- | ---- | ---- | ---- | ---- | ---- |
| 168  | 164  | 121  | 111  | 111  | 114  | 145  | 154  | 158  |

| 2018 | 2022 | - | - | - | - | - | - | - |
| ---- | ---- | - | - | - | - | - | - | - |
| 146  | 138  | - | - | - | - | - | - | - |

### Cultes
Pour le culte catholique, Nesle-le-Repons dépend de la paroisse Saint-Hildegrin - Vallée de la Marne au sein du diocèse de Châlons-en-Champagne.

### Médias
La presse écrite régionale comprend le quotidien L'Union et l'hebdomadaire L'Hebdo du vendredi.
Parmi les stations de radio locales, il est possible de citer Ici Champagne-Ardenne et Champagne FM.

## Économie

### Revenus de la population et fiscalité
En 2021, la commune compte 66 ménages fiscaux, regroupant 156 personnes.
Le revenu disponible par unité de consommation est alors de 21 480 €, inférieur à celui de la communauté de communes des Paysages de la Champagne (24 050 €), du département de la Marne (22 830 €) et de la France métropolitaine (23 080 €).
Pour des raisons de secret statistique, le taux de pauvreté à Nesle-le-Repons n'est pas communiqué par l'Insee.

### Emploi
Nesle-le-Repons appartient à la zone d'emploi d'Épernay.
En 2021, le taux d'activité des 15-64 ans est de 83,7 %, supérieur à celui de la communauté de communes (79,7 %), du département (74 %) et de la France métropolitaine (74,9 %). Pour cette même catégorie de population, le taux de chômage est de 9,1 % contre 8 % pour la communauté de communes, 12,1 % pour la Marne et 11,7 % pour la France métropolitaine.
En 2021, Nesle-le-Repons compte 27 emplois (contre 41 en 2015), dont 58,3 % de salariés et 41,7 % de non-salariés. Avec 67 actifs y résidant, la commune a alors un indicateur de concentration d'emploi de 40,4. Dans les faits, 20,8 % des actifs résidant à Nesle-le-Repons y travaillent tandis que 79,2 % travaillent dans une autre commune.

### Entreprises et agriculture
En 2022, la commune compte 6 établissements économiquement actifs (hors agriculture).
En 2020, Nesle-le-Repons compte 28 exploitations agricoles, pour une surface agricole utilisée de 641 hectares et 36 emplois à temps plein. Selon l'Agreste, la production agricole de la commune est spécialisée dans la viticulture. Nesle-le-Repons fait en effet partie des appellations d'origine contrôlée « champagne » et « coteaux-champenois ».

## Culture locale et patrimoine

### Lieux et monuments
L'église Saint-André renferme plusieurs biens classés ou inscrits monuments historiques au titre objet : son retable du XVe siècle ; ses fonts baptismaux du XVIe siècle ; son maître-autel du XVIIIe siècle ; une dalle funéraire de Toussaints Charles de Villemor du XVIIIe siècle ; plusieurs sculptures du XVe siècle en pierre (la Vierge à l'Enfant et saint André) ou en bois (sainte Barbe) ; une statue en pierre de saint André du XVIe siècle ; un Christ en croix en bois du XVIIe siècle.

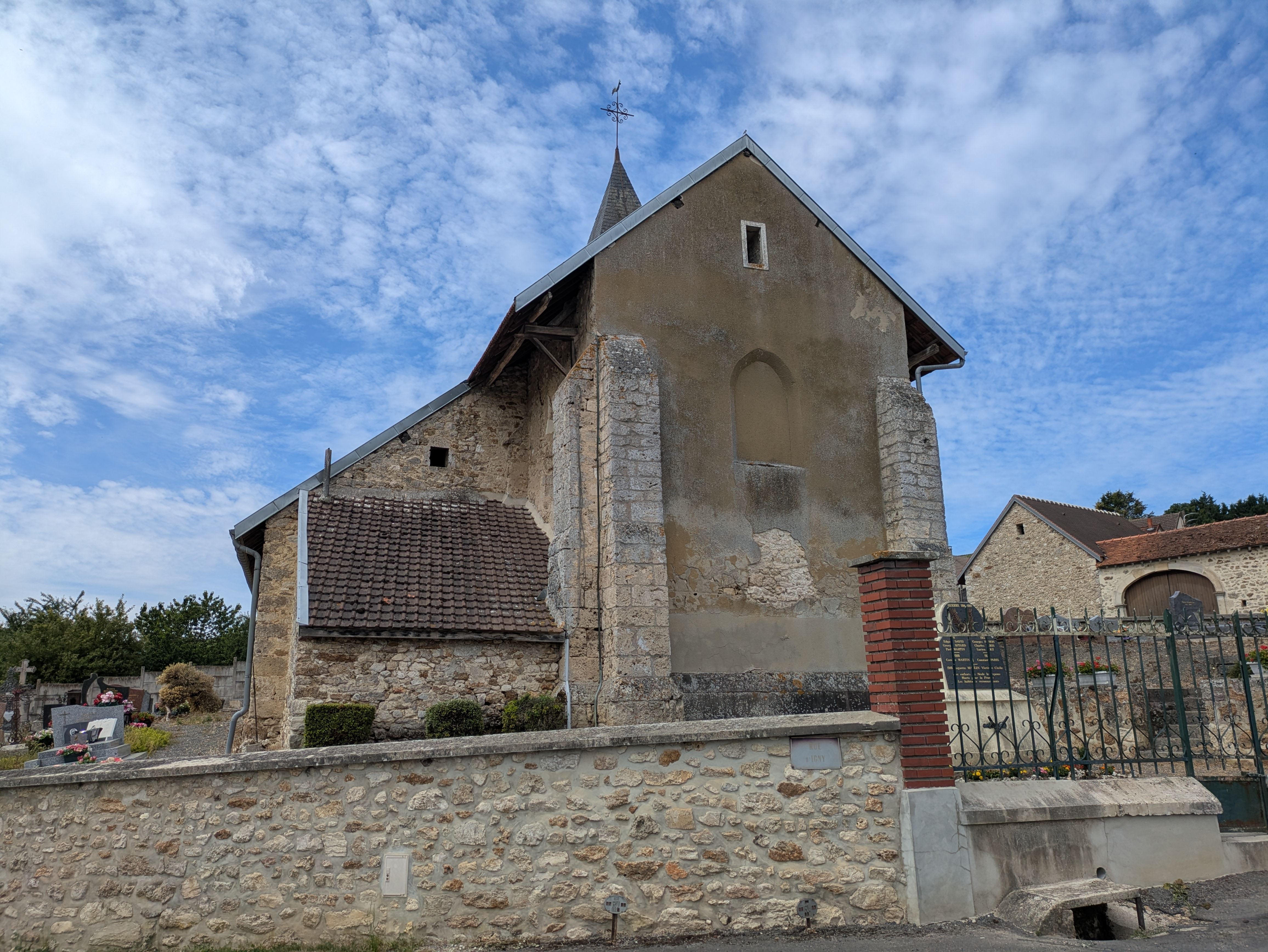
L'église Saint-André.
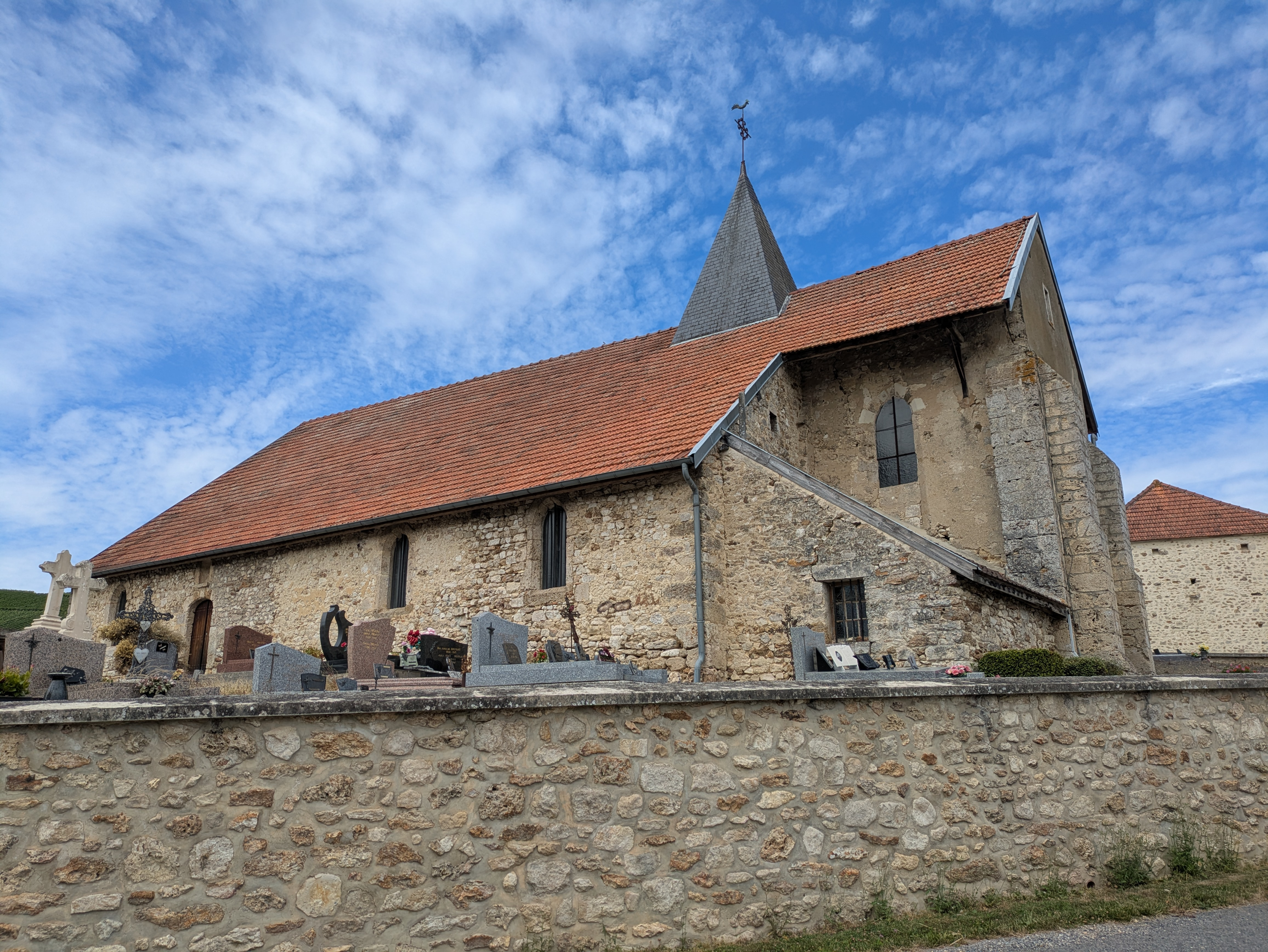
L'église Saint-André.
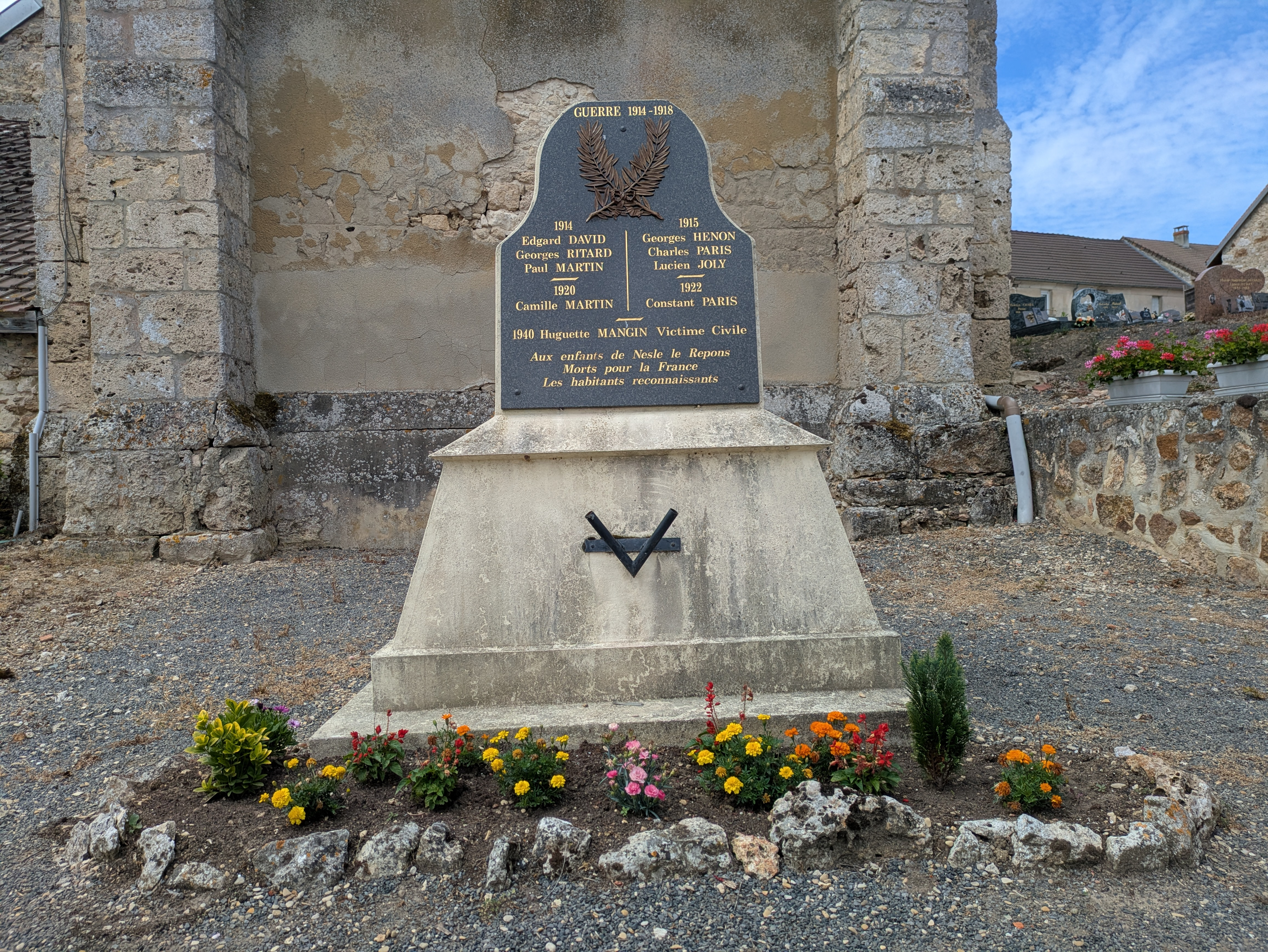
Le monument aux morts.